# Su Lin

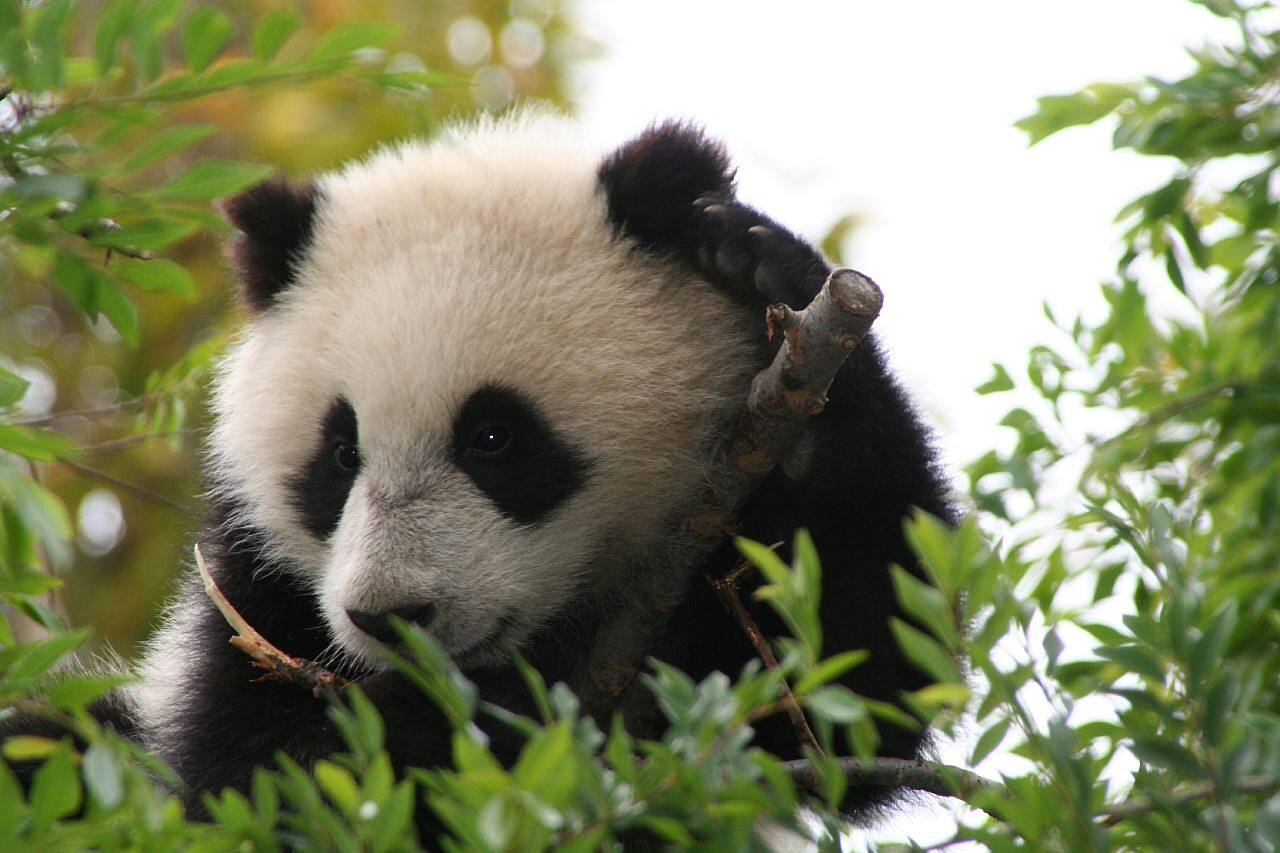
Su Lin năm 2006

Su Lin (Tiếng Trung: 苏琳) là một gấu trúc cái được sinh ra tại vườn thú San Diego vào ngày 2 tháng 8 năm 2005. Tên "Su Lin" được chọn ra trong một đợt bình chọn trực tuyến trên internet, "Su Lin" trong tiếng Trung có nghĩa là "một viên ngọc bích đẹp".
Su Lin là con thứ ba của gấu trúc mẹ Bai Yun, và là con thứ ba của gấu trúc bố Gao Gao. Su Lin có một chị em cùng mẹ là Hua Mei và các anh em ruột bao gồm Mei Sheng, Zhen Zhen, Vân Tử, Xiao Liwu.
Su Lin được ra mắt công chúng vào tháng 12 năm 2005,và được cai sữa vào đầu năm 2007.
Su Lin cùng với Zhen Zhen đã được gửi về trung tâm Bifengxia Panda Base, Trung Quốc vào ngày 24 tháng 9 năm 2010.
.